# Yanchang (ort i Kina, Jiangsu Sheng, lat 32,29, long 120,01)
Yanchang (kinesiska: 盐场) är en ort i Kina. Den ligger i provinsen Jiangsu, i den östra delen av landet, omkring 120 kilometer öster om provinshuvudstaden Nanjing. Antalet invånare är 3 829. Befolkningen består av 1 655 kvinnor och 2 174 män. Barn under 15 år utgör 7,0 %, vuxna 15-64 år 79 %, och äldre över 65 år 12,0 %.
Runt Yanchang är det tätbefolkat, med 849 invånare per kvadratkilometer. Närmaste större samhälle är Taixing, 13,5 km söder om Yanchang. Trakten runt Yanchang består till största delen av jordbruksmark.
Genomsnittlig årsnederbörd är 1 307 millimeter. Den regnigaste månaden är juli, med i genomsnitt 264 mm nederbörd, och den torraste är januari, med 34 mm nederbörd.